# Rhopalizus chlorolineatus
Rhopalizus chlorolineatus är en skalbaggsart. Rhopalizus chlorolineatus ingår i släktet Rhopalizus och familjen långhorningar.

## Underarter
Arten delas in i följande underarter:
- R. c. chlorolineatus
- R. c. aureolineatus